# Kraljevica
Kraljevica, magyar nevén Portoré (olaszul Porto Re) város és község Horvátországban, Tengermellék-Hegyvidék megyében. A községhez tartozó települések Bakarac, Kraljevica, Križišće, Mali Dol, Šmrika és Veli Dol.

## Fekvése
Fiumétól 26 km-re délkeletre, a Bakari-öböl délkeleti csücskében fekszik. Két része a 17. századi Zrínyi-kastély köré épült Starigrad és a későbbi, reneszánsz Frangepán-kastély köré épült Novigrad. Itt van a Krk sziget legközelebb a szárazföldhöz, ezért itt épült meg a szigetre vezető híd.

## Története
A városka területe csak a 15. században kezdett benépesülni, első említésekor 1525-ben még Portus Regius volt a neve. Nevét a fiumei történész Giovanni Kobler az áruforgalmi vámmal hozza kapcsolatba, melynek latin elnevezése portōrium és ez a név változott az idők folyamán Portore alakra. A horvát Kraljevica név 1605-ben fordul elő először a fiumei városi magisztrátus egyik oklevelében. Korábbi történetéről csak nagyon kevés írásos emlék maradt fenn. Ismert, hogy ennek a vidéknek urai egykor a Frangepánok és a Zrínyiek voltak akik két várkastélyt is építettek itt. A régebbi a "Stari grad", Kraljevica központjában épült a 17. század első felében. A város fölé emelkedő újabb Frangepán-kastély a "Novi grad" 1650-ben épült. Az öböl feletti szép fekvésével hívja fel magára a látogatók figyelmét. A Frangepán-kastély nagy szerepet játszott a horvát irodalomban is, hiszen itt fordította Zrínyi Péter horvát nyelvre bátyjának az Adriai tengernek Syrenaia című Bécsben 1651-ben magyarul megjelent művét. A horvát kiadás 1660-ban jelent meg Velencében. Itt a Frangepán-kastélyban szövetkezett 1671-ben a Habsburg-ház trónfosztására Zrínyi Péter és Frangepán Ferenc Kristóf. A Wesselényi-összeesküvés bukása után mindkettőjüket lefejezték, vagyonukat elkobozták, kastélyaikat kifosztották. A kastélyok egykori gazdagságából és pompájából mára semmi sem maradt. A Stari grad az osztrák katonák lőportára, a Novi grad katonai kórház, később börtön lett. A 18. század nagy változást hozott Kraljevica fejlődésében. 1728-ban III. Károly király elrendelte a kikötő és a hajógyár építését. A munkák 1729. április 28-n kezdődtek el. Később számos osztrák hadi és kereskedelmi hajó készült itt. Itt készült az első osztrák állami hajó, a Mária Anna. 1785-ben Marco Sussani zenggi kereskedő megépíttette a Kraljevicát a Karolina úttal összekötő utat, ami újabb lökést adott fejlődésének.
Szent Miklós tiszteletére szentelt templomát a 16. században említik először, akkor még Domonkos-rendi kolostor is állt mellette. A templomot a 18. század elején bővítették, de a század végére a megnövekedett lakosság számára már túl kicsinek bizonyult. Tengerészek, kikötői munkások, kézművesek, kereskedők és halászok fogadalmat tettek, hogy a tengerészek és minden utazó védőszentje Szent Miklós tiszteletére itt új templomot építenek. Végül a 17. században épített sóraktárat építették át templommá. Ekkor a munkálatok során nemcsak egy ősi templom alapfalaira bukkantak, hanem három csontváz is előkerült, amelyekről nem derült ki egykori kilétük. 1790-ben elkészült az új harangtorony is és még ebben az évben megalapították a kraljevicai plébániát. A templom azonban csak a 19. század közepére lett teljesen készen. Orgonáját 1863-ban Bécsben készítették. Az óváros központjában felépített templom ma is település dísze. A 19. században a város figyelemreméltó gazdasági fejlődésen ment át. Nagykereskedelmi vállalatok alakultak, melyek fa és gabona kivitellel, valamint só és gyarmati áruk behozatalával foglalkoztak. A gazdasági élet elősegítésére 1873-ban létrehozták a Primorska štedionica bankot.

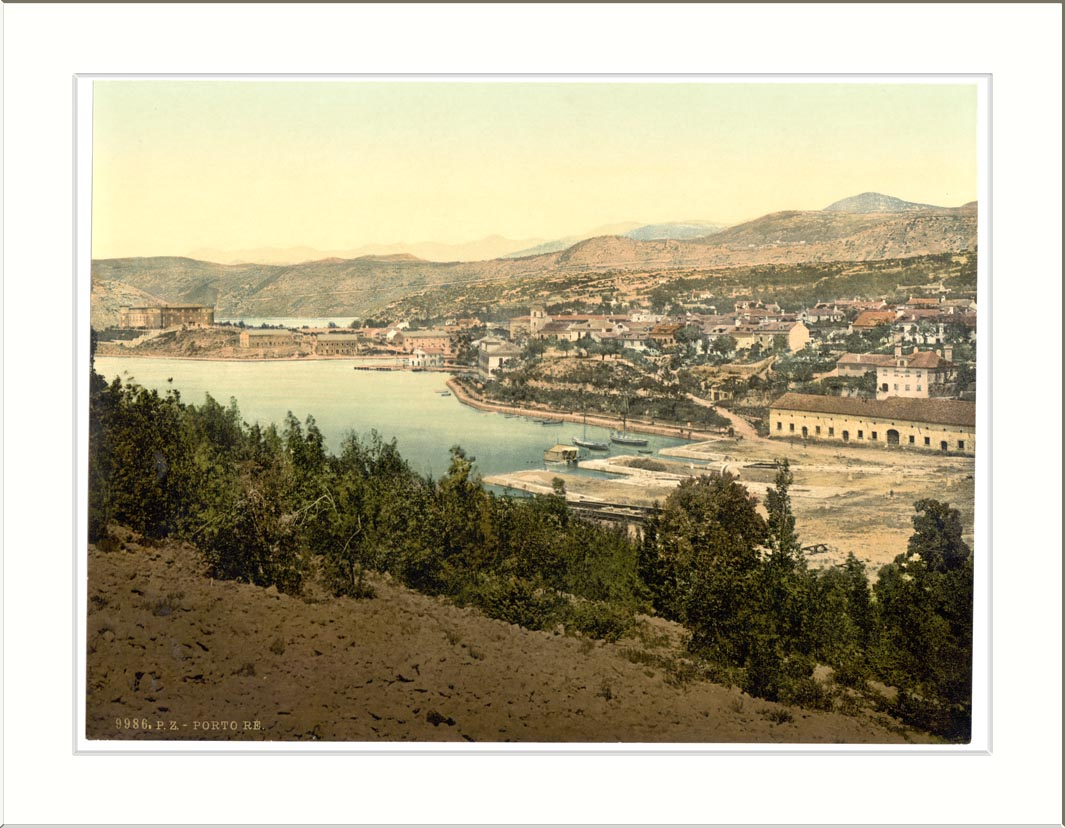
Portoré látképe az Osztrák-Magyar Monarchia idején

A 19. század végén és a 20. század elején épült a város néhány jellegzetes lakóháza, köztük a kraljevicai kapitányok rezidenciája. A 19. századtól kezdve egyre népszerűbb tengerparti üdülőhely lett. A turizmus fejlődése a század végén indult be. 1896-ban az Oštro-félszigeten kiépítették a város első nyilvános fürdőhelyét. A turizmus fellendülése elősegítette a szállodaépítést. Megépült a „Liburnija” szálloda, amelyet később kórházzá alakítottak át. A trianoni békeszerződésig Modrus-Fiume vármegye Sušaki járásához tartozott. A hajógyárban dolgozott munkásként 1925–26-ban a későbbi jugoszláv elnök, Josip Broz Tito is. 1993-ban újra községközpont lett, majd 1997-ben városi rangot kapott. A városban ma alapiskola, óvoda, orvosi rendelő, gyógyszertár, bank, posta, városi könyvtár, olvasóterem és számos szolgáltató és vendéglátó egység működik. Panorámáját azonban elcsúfítja a kikötő mellé épült ipari üzemek látványa, melyek közül a híres hajógyár mára főként kompok, tankerek, a horvát hadsereg számára épített hadihajók gyártására szakosodott.

## Lakosság

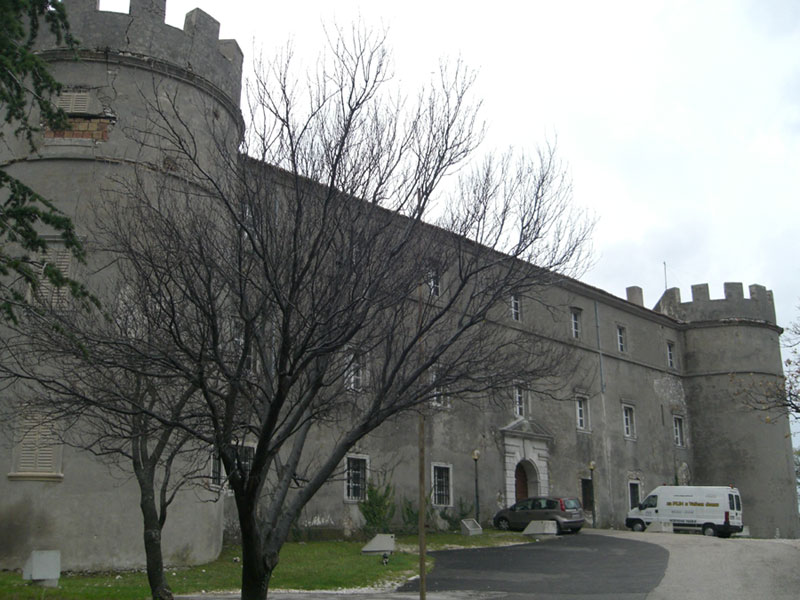
A Frangepán-kastély északi oldala

| Lakosság változása | Lakosság változása | Lakosság változása | Lakosság változása | Lakosság változása | Lakosság változása | Lakosság változása | Lakosság változása | Lakosság változása | Lakosság változása | Lakosság változása | Lakosság változása | Lakosság változása | Lakosság változása | Lakosság változása | Lakosság változása |
| ------------------ | ------------------ | ------------------ | ------------------ | ------------------ | ------------------ | ------------------ | ------------------ | ------------------ | ------------------ | ------------------ | ------------------ | ------------------ | ------------------ | ------------------ | ------------------ |
| 1857               | 1869               | 1880               | 1890               | 1900               | 1910               | 1921               | 1931               | 1948               | 1953               | 1961               | 1971               | 1981               | 1991               | 2001               | 2011               |
| 1240               | 1198               | 1096               | 1104               | 1057               | 1179               | 1832               | 1480               | 1355               | 1998               | 1941               | 2376               | 2843               | 2987               | 2897               | 2797               |

## Nevezetességei
- Az Öreg várkastélyt[6] (Stari grad) a 17. század első felében a Zrínyiek építették a középkori kikötő felett. Itt állt egykor közel a mai plébániatemplomhoz a középkori Szent Miklós templom is. A kastély két részből és két átriumos udvarból áll. Háromszintes épület, épületszárnyakkal mindkét, árkádokkal ellátott belső udvara körül. Az udvarokat kőlapokkal burkolták le. Az egyik udvar közepén egy ciszterna található, amelynek káváján a C.P.A.Z (comes Petrus a Zrinio) felirat olvasható. A ciszternát egy alacsony, kőből épített fallal vették körül. A kastély főhomlokzatán, egy 1790-ben épített harangtorony áll, míg a főhomlokzat mellett a Szent Miklós templom egyhajós épülete található, melynek hajóját utólag keresztboltozattal boltozták be. A templom eredetileg sóraktárnak épült és csak a 18. században alakították át szakrális célokra. Az idők során többször átépített kastélyban alakították ki az új plébániát is. Később több közigazgatási hivatalnokot is itt szállásoltak el, aminek következtében a közigazgatási hivatal is ténylegesen ide költözött. A közigazgatási hivatal ma is az Öreg kastélyban található, de mellette számos üzlet és egy étterem is itt nyert elhelyezést. A kastély felsőbb emeleteit, lakások céljára alakították át. Az épületegyüttes a II. világháborúban bombatámadás következtében súlyosan megsérült, de később teljesen megújították. A munkálatok során visszakapta egykori kora barokk formáját.[7] Mára annyira körbeépült a városka központjával, hogy szinte nehéz észrevenni. Kastély volta is alig kivehető kívülről.
- Frangepán-kastély (Novi grad) egy a tenger felett emelkedő dombon áll, látványa uralja a környezetét. A négyszögletes alaprajzú várkastélyt 1650-ben Zrínyi Péter kezdte el építtetni sarkain hengeres tornyokkal késő reneszánsz stílusban, de többnyire barokk részletekkel. Építője nem ismert, de Zrínyi Péter gazdasági és politikai kapcsolatai alapján feltételezhetően velencei főépítésze volt. Az alagsorban raktárak voltak elhelyezve, míg a földszintet és az emeletet pompás átrium övezte. Belső udvarának közepén ciszterna található káváján a Frangepánok és a Zrínyiek címerével. A kastély nyugati szárnya alatt boltozott földalatti helyiségek találhatók, amelyek valószínűleg börtönként szolgálhattak. Az egykor főúri pompával berendezett kastély berendezéséből mára semmi sem maradt. A Zrínyi-Frangepán összeesküvés után teljesen kifosztották, a berendezést, a képeket, a szobrokat, a faragott köveket, a mázas cserépkályhákat, a diófa ajtószárnyakat, de még az ablaküvegeket és a nyílászáró vasalatokat is ellopták. Zrínyi Ádám halála után kaszárnyává, majd katonai kórházzá alakították át. A jezsuiták akik 1883-tól voltak tulajdonosai egy második szintet építettek rá és megváltoztatták alaprajzi elrendezését.[7] A kastély mai formájában egy meglehetősen tágas épületegyüttes. A külső udvarát egy külön fallal övezték. A főbejárat az északkeleti homlokzaton található, de a jezsuiták a város felé néző homlokzat előtt egy kiskaput is kialakítottak egy előudvarral.
- A hajógyárral párhuzamosan futó Strossmayer utca a 19. század végén és a 20. század elején épített városi lakóházak sora található. Jellegzetes szimmetrikus homlokzattal, emeletükön középen vaskorláttal határolt erkéllyel. Homlokzati díszítésük historizáló, szecessziós stílusú.
- Az Oštro-félsziget legmagasabb pontján 1872-ben, gondosan faragott kövekből épített világítótorony áll.[8] Építési formája az osztrák-magyar tengerparti építészetben szokásos, alsó része négyszögletes épület homlokzatán két ablakkal, középen a bejárattal. A négyszögletes tetőből emelkedik ki a hengeres torony tetején vaskerítéssel határolt betonkoszorúval. A világítótorony csúcsán a világítótest védőtetővel, a tetején villámhárítóval. Ma már nem működik, azonban a város látképét kiegészítve az egykori fejlődést elősegítő kereskedelmi tengerészet szimbólumává vált.[7]
- Az Oštro-félsziget nyaralói a két világháború között épültek, itt található az egykori Liburnija-szálló, mely egyike a turizmus kezdetének időszakából fennmaradt épületeknek. A szecessziós szálloda a horvát tengerpart legjelentősebb turisztikai építményeinek helyi képviselője. A nyaralók és tengerparti villák közül említésre méltó a Nirvana (ma is nyaraló), a Caponi (a két világháború között a polgármester háza) és az Ingra villa.
- A Krk-szigetre vezető krki híd impozáns látványt nyújt. A hidat 1976 és 1980 között építették, hosszúsága 1430 méter, átadásakor a világ legnagyobb beton ívhídja volt.

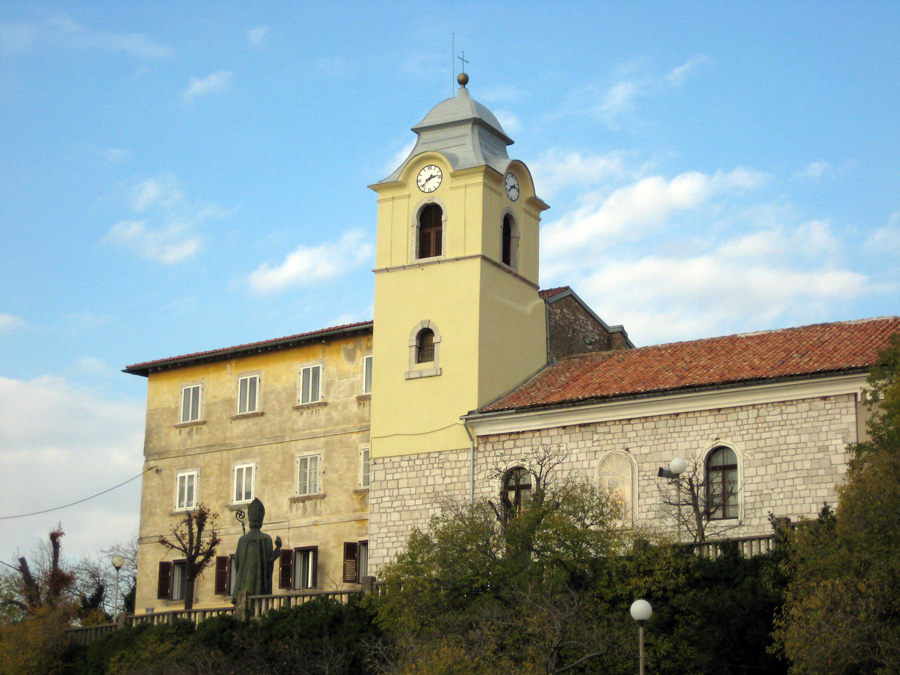
A Szent Miklós plébániatemplom

## Kultúra
A város kulturális fejlődésében nagy szerepet vállalt Jakov Randić plébános Strossmayer püspök barátja, aki 1857-től 1905-ig látta el az egyházközség vezetését. Nevéhez fűződik 1861-ben a nemzeti olvasókör megalapítása, amelynek tiszteletbeli tagjai többek között Strossmayer püspök, dr. Franjo Rački, grof Julije Janković, báró Metel Ožegović és mások voltak. A kulturális élet egyik jelentős eseménye volt 1873-ban a Primorska nyomda, a Fiumén kívüli első tengermelléki nyomda megalapítása is. Számos hazai és külhoni szerző művei mellett itt adták ki Ante Starčevićnek Kraljevica egykori országgyűlési képviselőjének emlékiratait is. A lapszerkesztők egyike volt a nemzetközi hírű pedagógus Sebald Cihlar, a Pedagógiai – irodalmi társaság alapító tagja. Tudását két fiának adta tovább, akik az August Šenoa könyvtár, a mai nemzeti könyvtár és olvasókör alapítói voltak. Még Sebald Cihlar itt tartózkodása idején érkezett a városba tanítónak Juraj Turina a helyi kulturális élet egyik főszereplője, aki 39 évet szolgált itt. Mintaszerűen vezette az olvasókör színjátszókörét, az olasz darabokat rendezett és játszott is. Vendégként több előadáson felléptek az akkori színházi élet ismert művészei. A művészetek iránti vonzalom hagyománnyá vált Kraljevicán. Ivan Jakovčić 1984-ben megalapította a Zvijezda Danica horvát zenei együttest, melynek tamburazenekari szekciója is működött.
A városban egész évben tartanak kulturális és sportrendezvényeket. A nyári időszakban említésre méltó a Kraljevicai nyár és a vitorlásverseny, míg télen Szent Miklós ünnepe a város napja és a farsangi mulatság.

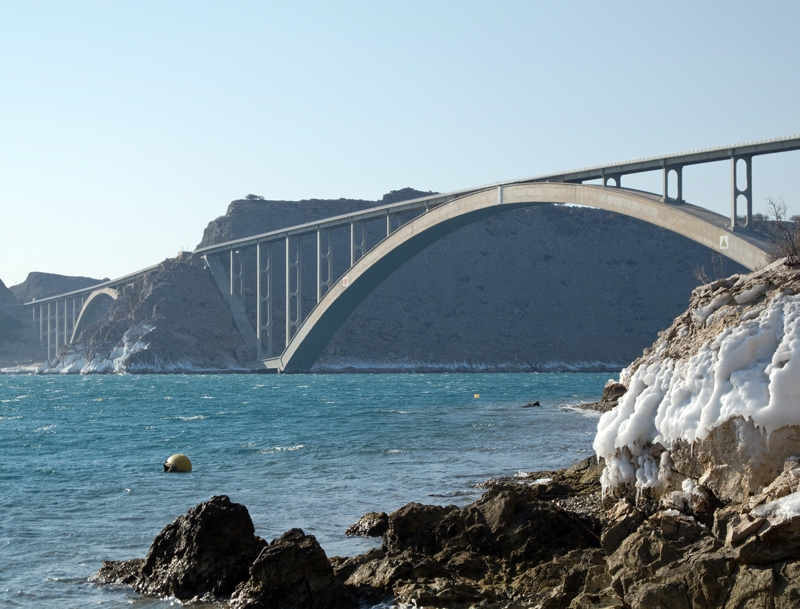
A krki híd

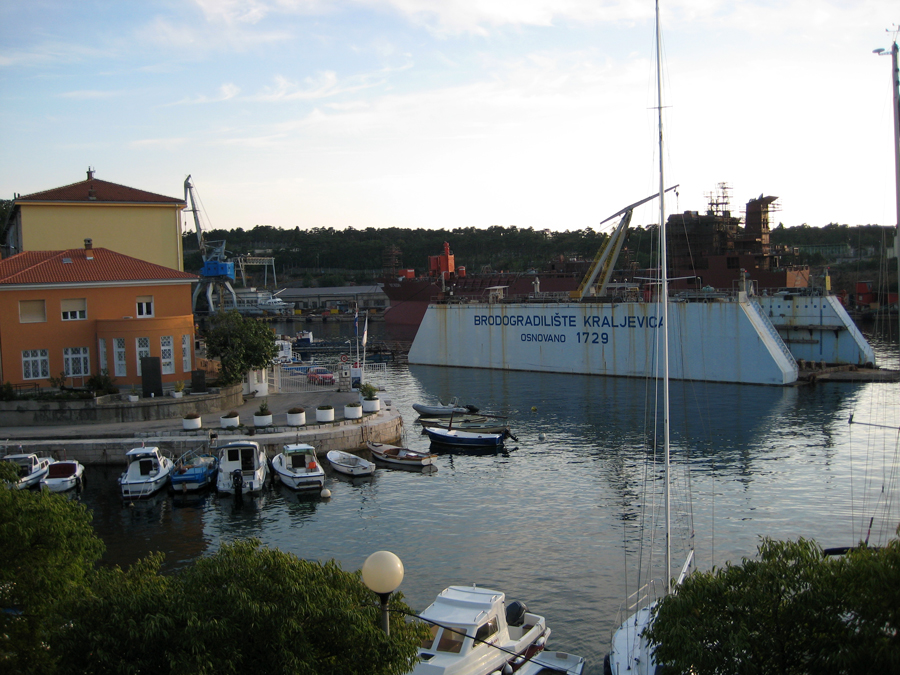
A kraljevicai hajógyár

## Híres kraljevicaiak
- Josip Burić (1910-1997) horvát pap, levéltáros, a vatikáni pápai és a zenggi püspöki levéltárak kutatója.
- Frangepán család